# Ешбі (фільм)
«Ешбі» (англ. Ashby) — американська кримінальна драмедія 2015 року, знята режисером Тоні Макнамарою за власним сценарієм. Головні ролі у фільмі виконали Міккі Рурк, Нет Вуллф, Емма Робертс і Сара Сільверман. Світова прем'єра фільму відбулася на кінофестивалі «Трайбека» 19 квітня 2015 року; 25 вересня 2015 року фільм був випущений у США в обмежений прокат та у форматі «відео на замовлення» компанією Paramount Pictures і The Film Arcade.

## Сюжет
Старшокласник-нерд Ед Волліс здружується своїм сусідом, чоловіком на ім'я Ешбі, який називає себе колишнім продавцем серветок на пенсії. Але згодом Ед знаходить кілька паспортів Ешбі на різні імена та арсенал зброї, і з'ясовує, що його сусід — колишній працівник ЦРУ, який убивав ворогів нацбезпеки і якому тепер самому залишилося жити кілька місяців.

## Акторський склад
- Нет Вулфф — Ед Волліс
- Мікі Рурк — Ешбі Голт
- Емма Робертс — Елоїза
- Сара Сільверман — Джун Волліс
- Адам Олдеркс — Валчек
- Майкл Лернер — Ентвісл
- Одрі Рейд — тренерка Гейлі
- Кевін Данн — тренер Бертон
- Закарі Найтон — отець Тед
- Стів Култер — Пітер Блек
- Джон Інос III — тренер

## Виробництво
У червні 2014 року відбувся кастинг акторів. 27 червня 2014 року, коли почалися зйомки фільму, до фільму приєдналися інші актори, серед яких Майкл Лернер, Кевін Данн і Закарі Найтон. У жовтні 2014 року для фільму був запрошений композитор Алек Пуро.
Дія фільму відбувається у Вірджинії, основні зйомки фільму розпочалися 22 червня 2014 року в Шарлотті (Північна Кароліна) і тривали п'ять тижнів. 23 червня зйомки проходили в Метьюзі (Північна Кароліна). Майже 500 статистів заповнили футбольний стадіон середньої школи Південного Мекленбурга, щоб зняти ігрові сцени.

## Реліз фільму
Світова прем'єра фільму відбулася на кінофестивалі «Трайбека» (Нью-Йорк) 19 квітня 2015 року. У травні 2015 року було оголошено, що Paramount Pictures придбала міжнародні права на прокат у кількох країнах: США, Канада, Велика Британія, Австралія, Німеччина, Нова Зеландія та Швейцарія. У прокаті в США брала участь компанія The Film Arcade. 25 вересня 2015 року фільм був випущений в обмеженому прокаті та у вигляді «відео на замовлення».